# Otto Pavlů
Otto Pavlů (28. prosince 1915 Dolení Paseky – 28. dubna 1943 severně od souostroví Sept Isles) byl český pilot 310. československé stíhací perutě RAF.

## Život

### Před druhou světovou válkou
Otto Pavlů se narodil 28. prosince 1915 v Doleních Pasekách na Liberecku v rodině obuvníka jako šesté dítě. Otec mu zemřel v pěti letech. Ve Světlé pod Ještědem vychodil obecnou školu, v Českém Dubu tři ročníky měšťanské školy a ve dvou ročnících školy pokračovací se vyučil krejčím. Byl členem Sokola. V rámci akce 1000 nových pilotů republice nastoupil v roce 1935 do Školy pro odborný dorost letectva v Prostějově, které zdárně dokončil v roce 1937. Následně sloužil u Leteckého pluku 4 v Pardubicích. Dosáhl hodnosti desátníka.

### Druhá světová válka

#### Francie
Po německé okupaci v březnu 1939 opustil Otto Pavlů v prostoru Moravské Ostravy ilegálně Protektorát Čechy a Morava a v Polsku se přihlásil do zde vznikající československé zahraniční jednotky. Pokračoval do Francie, kde podepsal závazek o vstupu do cizinecké legie. Po vypuknutí druhé světové války z něj byl propuštěn a zařazen do armádního letectva. V Chartres se mezi zářím 1939 a březnem 1940 přeškolil na francouzskou leteckou techniku. Jako příslušník stíhací jednotky GC II/3 se zúčastnil bitvy o Francii postupně na strojích Morane-Saulnier MS.406 a Dewoitine D.520. Mj. bojoval v letecké bitvě nad Dunkerkem, ze kterého byl evakuován britský expediční sbor. V závěrečné fázi střetu jeho jednotka přeletěla Středozemní moře do Alžíru. Na své konto si ve Francii zapsal podíl na jednom sestřelu.

#### Spojené království
Po pádu Francie v červnu 1940 se Otto Pavlů přes Casablancu a Gibraltar evakuoval do Spojeného království. Zde byl 14. srpna 1940 přijat do Royal Air Force a na začátku října zařazen do 1. perutě. Jako denní i noční stíhač se zúčastnil bitvy o Británii. Po působení v 1. peruti bojoval postupně v 54., 222., 65. a opět 1. peruti. Dne 25. července 1942 ukončil operační turnus a byl pověřován neoperačními úkoly. Dne 3. února 1943 nastoupil další operační turnus u 310. československé stíhací perutě. Dne 28. dubna 1943 se nevrátil z operačního letu, jehož úkolem byl doprovod bitevních letounů k souostroví Sept-Îles při severním pobřeží Bretaně, kde byl napaden nepřátelský lodní konvoj. Jeho stroj Supermarine Spitfire Mk.Vc EE635 NN-C byl zasažen protiletadlovou palbou přímo do kabiny a zřítil se asi 32 kilometrů severně od souostroví. Tělo Otty Pavlů moře nevyplavilo.

## Ocenění

### Vyznamenání
- 2x Československý válečný kříž 1939
- 2x Československá medaile Za chrabrost před nepřítelem
- Československá medaile za zásluhy I. stupně
- Pamětní medaile československé armády v zahraničí
- Croix de Guerre
- Britská medaile Za obranu
- Evropská hvězda leteckých posádek
- Hvězda 1939–1945 se sponou za bitvu o Británii

### Posmrtná ocenění
- Otto Pavlů byl v roce 1947 in memoriam povýšen do hodnosti nadporučíka a v roce 1991 do hodnosti plukovníka